# ديفيد ألدانا
ديفيد ألدانا (بالإنجليزية: David Aldana)‏ هو متسابق دراجات نارية أمريكي، ولد في 26 نوفمبر 1949.